# مارتن بلاها
مارتن بلاها (بالإنجليزية: Martin Bláha)‏ مواليد 12 سبتمبر 1977 في برنو، هو دراج تشيكي.

## روابط خارجية
- مارتن بلاها على موقع أرشيف الدراجات (الإنجليزية)
- مارتن بلاها على موقع إحصائيات الدراجات الإحترافية (الإنجليزية)